# Вельо Тормис
Вельо Тормис (на естонски: Veljo Tormis) е естонски композитор, изследовател на естонския фолклор, който претворява в авторските си творби, главно хорови.
Произхожда от музикално семейство, неговият баща е църковен органист. Преподава в Естонската академия за музика и театър в Талин. Получава редица награди по времето на Съветския съюз, макар да е цензуриран. Днес е считан за доайен на музикалната култура в Естония.
В България творчеството му се популяризира благодарение на Ивелин Димитров. Негови творби присъстват в репертоара на хор „Бодра смяна“, дамския хор „Полифония“ и др.